# Sultan Agung von Mataram

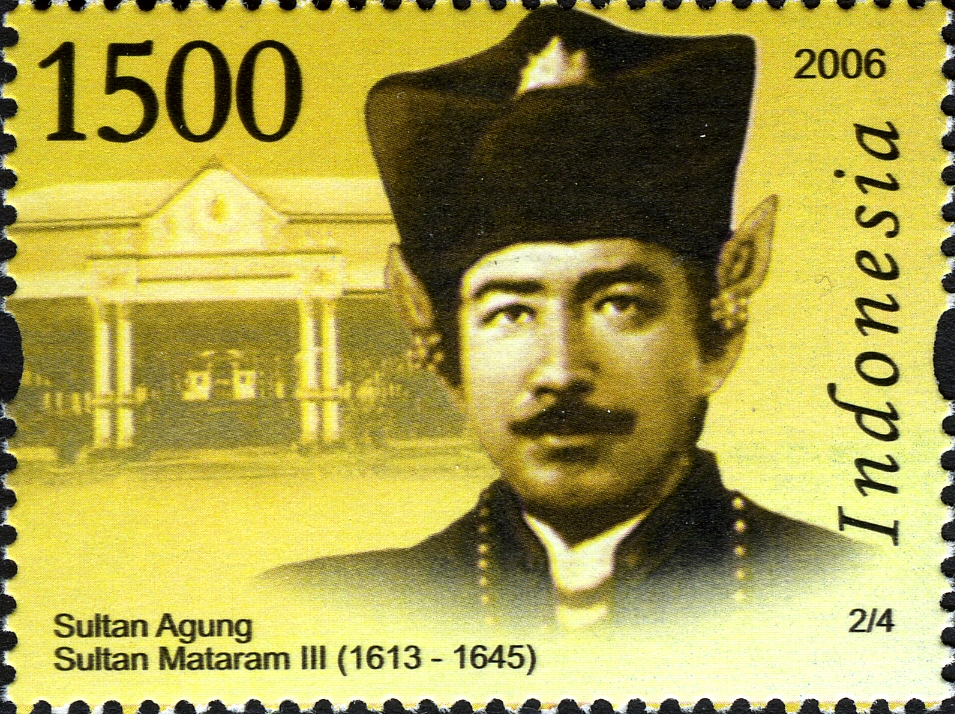
Sultan Agung auf einer indonesischen Briefmarke

Sultan Agung Adi Prabu Hanyakrakusuma (javanisch ꦯꦸꦭ꧀ꦠꦤ꧀ꦲꦒꦸꦁꦲꦢꦶꦦꦿꦧꦸꦲꦚꦏꦿꦏꦸꦱꦸꦩ, arabisch السلطان أجونج; auch: Sultan Agung Adi Prabu Hanyåkråkusumå, geb. 1593; gest. 1645; Sultan Agung = dt. „Großer Sultan“/„Majestätischer Sultan“) war der dritte Sultan von Mataram in Zentraljava. Er regierte von 1613 bis 1645. Er war ein fähiger Heerführer, eroberte benachbarte Staaten und erweiterte und konsolidierte sein Reich zu seiner größten militärischen und territorialen Macht.
Sultan Agung hinterlässt bis heute große Nachwirkungen als javanesischer Herrscher, Kämpfer gegen den Kolonialismus der Niederländischen Ostindien-Kompanie und als Eroberer in einer kulturellen Umgebung, in der Mythen und Magie mit nachprüfbaren historischen Ereignissen und Personen eng verwoben sind.

## Regierungszeit

### Eroberungen

Die größte Ausdehnung des Sultanats Mataram während der Regierungszeit von Sultan Agung Hanyokrokusumo (1613–1645).

Sultan Agung wurde 1613 Herrscher von Mataram und griff bereits im folgenden Jahr Surabaya an, sowie Malang, welches südlich von Surabaya liegt, und auch das Ostende der Insel Java, aber konnte nicht beide erobern. Allerdings konnte er große Beute als „Entschädigung“ machen, die er 1615 verwendete um Wirasaba (das heutige Mojoagung, bei Mojokerto) zu erobern. Diesen Feldzug führte er persönlich an. 1616 erfolgte ein Vergeltungsangriff von Surabaya, aber weil sie keine Verbündeten hatten, wurde die Armee von Surabaya von in Siwalan, Pajang (bei Surakarta) zerschlagen. Die Küstenstadt Lasem, bei Rembang, wurde im Verlauf desselben Jahres erobert, und Pasuruan, südöstlich von Surabaya 1617. Tuban, eine der ältesten und größten Städte an der Küste Javas, wurde 1619 eingenommen.
Surabaya war bis dahin Matarams größter Gegner gewesen. Agungs Großvater, Senapati Ing Ngalaga von Mataram (Senopati), hatte den Mut gehabt diese mächtige Stadt anzugreifen und sein Vater, Seda ing Krapyak von Mataram (Panembahan Seda Krapyak), griff erfolglos an. Sultan Agung schwächte Surabaya durch die Eroberung von Sukadana, Surabayas Verbündeten im Südwesten von Kalimantan 1622, und dann durch die Eroberung der Insel Madura, einem weiteren Verbündeten von Surabaya 1624. Nach fünf Jahren Krieg eroberte Agung endlich Surabaya durch eine Belagerung 1625. Mit der Einnahme von Surabaya umfasste das Königreich Mataram das ganze Zentrum und den Osten Javas, sowie Madura, während der Westen und Osten der Insel und ihr gebirgiger Süden (außer Mataram selbst) eigene Herrschaften behielt. Im Westen blieb Banten und die niederländische Siedlung Batavia außerhalb von Agungs Machtbereich.

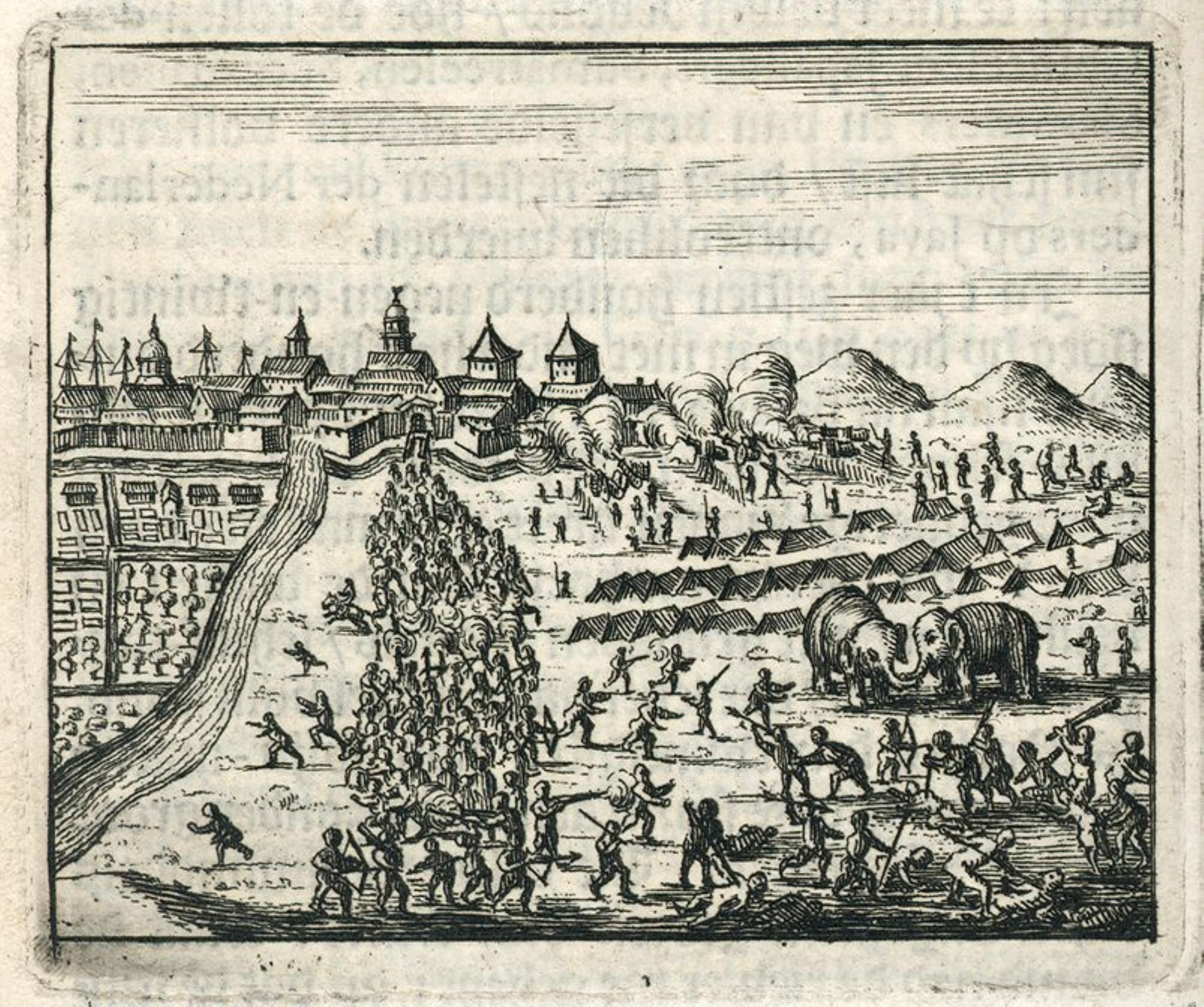
Die Belagerung von Batavia

Die Wirtschaft von Mataram wurde hauptsächlich von der Landwirtschaft getragen und Sultan Agung war offen feindlich gegen Handel eingestellt. Er interessierte sich auch nicht für die Anschaffung von Seestreitkräften, was ihn später teuer zu stehen kommen sollte, als er 1629 die Holländer angriff und versuchte, sie aus ihrem Hauptsitz in Jakarta zu vertreiben. Obwohl er über die größeren und besser aufgestellten Landstreitkräfte verfügte, hatten die Holländer die entscheidenden Vorteile durch ihre Marine und konnten die Belagerung von Batavia überstehen.
Nach diesem Fehlschlag wendete sich Agung gegen die Balinesen, die zu dieser Zeit Balambangan im Osten Javas beherrschten, in einem „heiligen Krieg“ gegen die „Ungläubigen“. Sein Feldzug war in Java erfolgreich, aber er schaffte es nicht, seine Macht auch auf die Insel Bali selbst auszudehnen. Bali behielt dementsprechend seine Identität als Hindu-Staat inmitten der vorherrschenden moslemischen Staaten des Archipels.
Neben seinen Eroberungen versuchte der Sultan auch, seine Verwaltung zu verbessern und die Regierung in seinem Königreich zu rationalisieren. Er reformierte das Steuersystem und brachte die Gerichte und das Rechtssystem stärker in Übereinstimmung mit koranischen Vorschriften.
Er gab den Bau des Keraton Karta (Königspalast) 1614 in Auftrag, sowie des Königlichen Begräbnisortes Imogiri und weiterer Gebäude und Einrichtungen.

### Aufstände
1625 war Mataram das unangefochtene Machtzentrum von Java. Seine militärische Stärke hielt die Vasallen jedoch nicht von Rebellionen ab, zumal Mataram Batavia nicht erobern konnte. Pajang rebellierte 1617 und Pati 1627. Nach der Eroberung von Surabaya 1625 kam die Expansion zum Stillstand, weil das ganze Reich durch Rebellionen erschüttert wurde. 1630 zerschlug Mataram eine Rebellion in Tembayat (südöstlich von Klaten) und von 1631 bis 1636 musste Mataram Rebellionen in Sumedang und Ukur in West-Java bekämpfen. Agungs Versuch 1628 bis 1629, Batavia einzunehmen und die Holländer aus Java zu vertreiben, scheiterte.

### Tod
1632 begann Sultan Agung den Imogiri, seine Grabstätte zu errichten, etwa 15 km südlich von Yogyakarta. Imogiri wurde zur Grablege der meisten Herrscher von Yogyakarta und Surakarta. In Agungs Mausoleum wurden neben dem Sultan selbst auch die Königin Batang und ihre Söhne beigesetzt. Agung starb im Frühjahr 1646 und hinterließ ein Reich, welches den größten Teil von Java umfasste und sich sogar bis auf die benachbarten Inseln ausdehnte.

## Historische Bedeutung
Die Entwicklung des rituellen Tanzes Bedhaya sowie wichtige Entwicklungen in Gamelan und Wayang werden mit Sultan Agung in Verbindung gebracht. Es gibt jedoch nur sehr wenig Informationen über die Künste bei Hofe. Die wenigen schriftlichen Zeugnisse stammen aus Bemerkungen in holländischen Berichten. Sultan Agung wird auch die Einführung des spezifischen Javanischen Kalenders (javanisch ꦥꦤꦁꦒꦭ꧀ꦭꦤ꧀ꦗꦮ, translit. Pananggalan Jawa) zugeschrieben, der bis heute Verwendung findet.
Sultan Agungs wichtigstes Vermächtnis lag jedoch in den Verwaltungsreformen, die er in den eroberten Territorien umsetzte. Das wachsende Gebiet erforderte eine innovative und rationale Struktur. Er schuf „Provinzen“ (kadipaten), die er einem „adipati“ (~ Herzog) unterstellte. Das „kabupaten“ Karawang wurde beispielsweise als erste Provinz geschaffen, als Agung den Prinz Kertabumi 1636 als ersten adipati einsetzte. Als die Niederländische Ostindien-Kompanie die Kontrolle über die Territorien von Mataram übernahm, behielt sie die kadipaten-Struktur bei. Unter der Kolonialverwaltung wurden die adipati („bupati“) als „regenten“ bezeichnet und die kadipaten („kabupaten“) als „regentschappen“. Der Titel der bupati bestand generell aus einem förmlichen Namen, beispielsweise „Sastradiningrat“ für Karawang mit dem Zusatz „Raden Aria Adipati“, (Raden Aria Adipati Sastradiningrat, R. A. A. Sastradiningrat). Das Wort adipati überlebte auch im Kolonialsystem.
Auch die Indonesische Regierung behielt die kabupaten, gab aber die „residenties“ in den 1950ern auf, dadurch wurden die kabupaten zu administrativen Einheiten unterhalb der Provinzebene. Die Gesetze zu regionale Autonomie, die 1999 verabschiedet wurden geben den kabupaten wieder größere Macht.
Im modernen Java wird Sultan Agung für seine Vereinigungskriege, seine Reformen und seine Kriege gegen die Holländer verehrt. In der Sukarno-Ära wurde er zum Nationalhelden von Indonesien (Pahlawan Nasional Indonesia) erklärt.
In der synkretistischen Kultur Javas aus Hinduismus, Buddhismus und Islam wird eine Pilgerfahrt zu seinem Grabmal als glücksspendend angesehen, und viele betreiben großen Aufwand, um den Imogiri an „glückverheißenden“ Tagen und Festtagen des Javanischen und Islamischen Kalenders aufzusuchen.